# اروین (تنسی)
اروین(به انگلیسی: Erwin) شهری در ایالت تنسی کشور ایالات متحده آمریکا است که جمعیت آن در سرشماری سال ۲۰۱۰ میلادی، ۶٬۰۹۷ نفر بوده‌است.